# Carrowmore Lake Complex SAC
Carrowmore Lake Complex SAC este o arie protejată (arie specială de conservare — SAC, sit de importanță comunitară — SCI) din Irlanda întinsă pe o suprafață de 3.626,93 ha, integral pe uscat.

## Localizare
Centrul sitului Carrowmore Lake Complex SAC este situat la coordonatele 54°10′21″N 9°43′31″W / 54.172363°N 9.725215°V.

## Înființare
Situl Carrowmore Lake Complex SAC a fost declarat sit de importanță comunitară în noiembrie 1997 pentru a proteja 2 specii de plante și 9 specii de animale. Situl a fost protejat și ca arie specială de conservare în martie 2020.

## Biodiversitate
Situată în ecoregiunea atlantică, aria protejată conține 2 habitate naturale: Turbării de acoperire (* exclusiv pentru turbării active), Depresiuni pe substraturi de turbă de Rhynchosporion.
La baza desemnării sitului se află mai multe specii protejate:
- plante (2): Hamatocaulis vernicosus, ochii-șoricelului (Saxifraga hirculus)
- păsări (9): rață fluierătoare (Anas penelope), rață cârâitoare (Anas querquedula), Anser albifrons flavirostris, rața moțată (Aythya fuligula), șoim de iarnă (Falco columbarius), pescăruș sur (Larus canus), ploier auriu (Pluvialis apricaria), Sterna paradisaea, chiră de mare (Sterna sandvicensis)

Pe lângă speciile protejate, pe teritoriul sitului au mai fost identificate 1 specie de plante, 1 specie de păsări, 1 specie de mamifere.